# Udo Schröder
Udo Schröder (* 12. Dezember 1950 in Herne) ist ein ehemaliger deutscher Ringer.

## Werdegang
Udo Schröder wuchs im brandenburgischen Wittenberge auf und begann dort bei der SSG Werner Seelenbinder mit dem Ringen. Auf Grund seines Talentes wurde er schon bald zum DDR-Spitzenclub SG Dynamo Luckenwalde delegiert, wo er sich zu einem ausgezeichneten Freistilringer entwickelte. Bereits 1970 wurde er zum ersten Mal DDR-Meister im Leichtgewicht.
Es folgten in den Jahren bis 1974 dann Einsätze bei fünf internationalen Titelkämpfen. Udo erzielte dabei immer respektable Ergebnisse, wenngleich ihm auch der Sprung in die Medaillenränge versagt blieb. Sein bestes Ergebnis war der fünfte Platz bei der Europameisterschaft 1972 in Kattowitz, wo ihm auch zwei bemerkenswerte Siege über den bundesdeutschen Silbermedaillengewinner bei Olympischen Spielen von 1964 Klaus Rost und den sowjetischen Vertreter Wassili Kazakow gelangen.
Bei der Weltmeisterschaft 1971 in Sofia war Udo Schröder mit vier Siegen schon sechster geworden und den gleichen Platz belegte er auch bei den Olympischen Spielen 1972 in München im Leichtgewicht. Mit einem 6. Platz bei der Europameisterschaft 1974 in Madrid schloss er seine internationale Ringerlaufbahn ab.

## Internationale Erfolge
(OS = Olympische Spiele, WM = Weltmeisterschaft, EM = Europameisterschaft, F = freier Stil, Le = Leichtgewicht, We = Weltergewicht, damals bis 68 kg bzw.74 kg Körpergewicht)
- 1970, 2. Platz, Turnier in Tatabánya, F, Le, hinter Abdulajew, UdSSR u. vor Mitow, Bulgarien;
- 1971, 6. Platz, WM in Sofia, F, Le, mit Siegen über Nihat Kabanli, Türkei, Nikolaos Palaskas, Griechenland, Sefer Saliovski, Jugoslawien u. József Rusznyák, Ungarn u. einer Niederlage gegen Wassili Kazakow, UdSSR;
- 1972, 5. Platz, EM in Kattowitz, F, Le, mit Siegen über Wassili Kazakow u. Klaus Rost, BRD, einem Unentschieden gegen Petre Poalelungi, Rumänien u. einer Niederlage gegen Ismail Juszeinow, Bulgarien;
- 1972, 6. Platz, OS in München, F, Le, mit Siegen über Arona Mane, Senegal u. Georges Carbasse, Frankreich, einem Unentschieden gegen Petre Poalelungi u. Niederlagen gegen Tsedendambyn Natsagdordsch, Mongolei u. Stefanos Ioannidis, Griechenland;
- 1973, 9. Platz, EM in Lausanne, F, Le, mit einem Sieg über Carlos Curbelo, Spanien u. Niederlagen gegen Stefan Stojkow, Bulgarien und László Szabó, Ungarn;
- 1974, 2. Platz, "Werner-Seelenbinder"-Turnier in Rostock, F, We, hinter Fred Hempel, DDR u. vor Francis Lebeque, Kuba;
- 1974, 6. Platz, EM in Madrid, F, We, mit einem Sieg über Robert Blaser, Schweiz u. Niederlagen gegen Servet Aydemir, Türkei u. Ruslan Aschuralijew, UdSSR;
- 1975, 2. Platz, "Werner-Seelenbinder"-Turnier in Leipzig, F, We, hinter Mansour Barzegar, Iran u. vor Francis Lebeque, Dsewegiin Düwtschin, Mongolei u. Frank Birke, DDR

## DDR-Meisterschaften
- 1970, 1. Platz, F, Le, vor Wolfgang Quente, SC Chemie Halle u. Karl-Heinz Stahr, SG Dynamo Luckenwalde,
- 1971, 2. Platz, F, Le, hinter Karl-Heinz Stahr u. vor Wolfgang Quente,
- 1972, 1. Platz, F, Le, vor Wolfgang Quente u. Gerald Brauer, SG Dynamo Luckenwalde,
- 1973, 1. Platz, F, Le, vor Gerald Brauer u. Will, SC Motor Jena,
- 1974, 2. Platz, F, We, hinter Fred Hempel, SG Dynamo Luckenwalde u. vor Frank Birke, SC Leipzig,
- 1975, 1. Platz, F, We, vor Schumann, SG Dynamo Luckenwalde u. Frank Birke